# Trosa Radikaler (Vagnhärad – Västerljung – Trosa)
Trosa Radikaler (Vagnhärad – Västerljung – Trosa) (TrR) är ett lokalt politiskt parti i Trosa kommun. I valet 2006 erhöll partiet 210 röster, vilket motsvarade 3,12 procent. Därmed vann man representation i Trosa kommunfullmäktige med ett mandat. Det behöll man vid nästa val 2010. Sedan 2014 har man inte representation längre. Trosa Radikaler är en utbrytning ur vänsterpartiet.